# Little Brown Jug (lopp)
Little Brown Jug är ett passgångslopp för 3-åriga varmblodiga passgångshästar som körs varje år i augusti på Delaware County Fairgrounds Racetrack i Ohio i USA. Loppet har körts sedan 1946, och springs över distansen 1 mile (1 609 m).
Det är det tredje och sista loppet som ingår i den amerikanska passgångssportens Triple Crown. De övriga loppen som ingår i Triple Crown är Messenger Stakes och Cane Pace. Att en häst vinner samtliga dessa tre lopp under sin treåringssäsong innebär att hästen tar en Triple Crown.
Likt Messenger Stakes avgörs Little Brown Jug med kvallopp, och sedan ett finallopp samma dag.
Stonas motsvarighet till loppet heter Little Brown Jugette.

## Segrare
| År   | Vinnare            | Kusk                   | Tränare                | Tid    |
| ---- | ------------------ | ---------------------- | ---------------------- | ------ |
| 1946 | Ensign Hanover     | T. Wayne Smart         | Sep Palin              | 2:07.1 |
| 1947 | Forbes Chief       | Del Cameron            | Del Cameron            | 2:05.0 |
| 1948 | Knight Dream       | Franklin E. Safford    | Franklin E. Safford    | 2:07.1 |
| 1949 | Good Time          | Frank Ervin            | Frank Ervin            | 2:03.2 |
| 1950 | Dudley Hanover     | Delvin Miller          | Delvin Miller          | 2:03.2 |
| 1951 | Tar Heel           | Del Cameron            | Delvin Miller          | 2:00.0 |
| 1952 | Meadow Rice        | T. Wayne Smart         | Delvin Miller          | 2:02.3 |
| 1953 | Keystoner          | Frank Ervin            | Frank Ervin            | 2:09.3 |
| 1954 | Adios Harry        | Morris MacDonald       | Morris MacDonald       | 2:03.2 |
| 1955 | Quick Chief        | Billy Haughton         | Billy Haughton         | 2:00.2 |
| 1956 | Noble Adios        | John F. Simpson, Sr.   | John F. Simpson, Sr.   | 2:00.4 |
| 1957 | Torpid             | John F. Simpson, Sr.   | John F. Simpson, Sr.   | 2:03.4 |
| 1958 | Shadow Wave        | Joe O'Brien            | Joe O'Brien            | 2:01.0 |
| 1959 | Adios Butler       | Clint Hodgins          | Paige H. West          | 2:00.4 |
| 1960 | Bullet Hanover     | John F. Simpson, Sr.   | John F. Simpson, Sr.   | 1:59.3 |
| 1961 | Henry T. Adios     | Stanley Dancer         | Stanley Dancer         | 2:05.0 |
| 1962 | Lehigh Hanover     | Stanley Dancer         | Stanley Dancer         | 1:59.3 |
| 1963 | Overtrick          | John F. Patterson, Sr. | John F. Patterson, Sr. | 1:57.3 |
| 1964 | Vicar Hanover      | Billy Haughton         | Billy Haughton         | 2:01.0 |
| 1965 | Bret Hanover       | Frank Ervin            | Frank Ervin            | 1:57.0 |
| 1966 | Romeo Hanover      | George Sholty          | Jerry Silverman        | 1:59.3 |
| 1967 | Best Of All        | James Hackett          | James Hackett          | 2:00.0 |
| 1968 | Rum Customer       | Billy Haughton         | Billy Haughton         | 1:59.3 |
| 1969 | Laverne Hanover    | Billy Haughton         | Billy Haughton         | 2:00.2 |
| 1970 | Most Happy Fella   | Stanley Dancer         | Stanley Dancer         | 1:57.1 |
| 1971 | Nansemond          | Hervé Filion           | Hervé Filion           | 1:57.2 |
| 1972 | Strike Out         | Keith Waples           | John Hayes             | 1:56.3 |
| 1973 | Melvin's Woe       | Joe O'Brien            | Joe O'Brien            | 1:57.3 |
| 1974 | Armbro Omaha       | Billy Haughton         | Billy Haughton         | 1:57.0 |
| 1975 | Seatrain           | Ben Webster            | Lee Benson             | 1:57.0 |
| 1976 | Keystone Ore       | Stanley Dancer         | Stanley Dancer         | 1:57.0 |
| 1977 | Governor Skipper   | John Chapman           | Buck Norris            | 1:56.1 |
| 1978 | Happy Escort       | Bill Popfinger         | Bill Popfinger         | 1:57.2 |
| 1979 | Hot Hitter         | Hervé Filion           | Lou Meittinis          | 1:55.3 |
| 1980 | Niatross           | Clint Galbraith        | Clint Galbraith        | 1:54.4 |
| 1981 | Fan Hanover        | Glen Garnsey           | Glen Garnsey           | 1:56.3 |
| 1982 | Merger             | John Campbell          | John Campbell          | 1:56.3 |
| 1983 | Ralph Hanover      | Ron Waples             | Stew Firlotte          | 1:55.3 |
| 1984 | Colt Fortysix      | Chris Boring           | Chris Boring           | 1:55.0 |
| 1985 | Nihilator          | Bill O'Donnell         | Billy Haughton         | 1:52.1 |
| 1986 | Barberry Spur      | Bill O'Donnell         | Richard Stillings      | 1:52.4 |
| 1987 | Jaguar Spur        | Richard Stillings      | Richard Stillings      | 1:55.3 |
| 1988 | B.J Scoot          | Mike Lachance          | Tom Artandi            | 1:52.3 |
| 1989 | Goalie Jeff        | Mike Lachance          | Tom Artandi            | 1:54.1 |
| 1990 | Beach Towel        | Ray Remmen             | Larry Remmen           | 1:53.3 |
| 1991 | Precious Bunny     | Jack Moiseyev          | Bill Robinson          | 1:52.0 |
| 1992 | Fake Left          | Ron Waples             | George Sholty          | 1:53.3 |
| 1993 | Life Sign          | John Campbell          | Gene Riegle            | 1:52.0 |
| 1994 | Magical Mike       | Mike Lachance          | Tom Haughton           | 1:52.3 |
| 1995 | Nick's Fantasy     | John Campbell          | Caroline Lyon          | 1:51.2 |
| 1996 | Armbro Operative   | Jack Moiseyev          | Brendan Johnson        | 1:51.2 |
| 1997 | Western Dreamer    | Mike Lachance          | Bill Robinson          | 1:51.1 |
| 1998 | Shady Character    | Ron Pierce             | Brett Pelling          | 1:52.3 |
| 1999 | Looking For Art    | Eric Ledford           | Gene Riegle            | 1:52.0 |
| 2000 | George Scooter     | Ron Pierce             | Gregg McNair           | 1:54.0 |
| 2001 | Bettor's Delight   | Mike Lachance          | Scott McEneny          | 1:51.4 |
| 2002 | Million Dollar Cam | Luc Ouellette          | Bill Robinson          | 1:50.2 |
| 2003 | No Pan Intended    | David Miller           | Ivan Sugg              | 1:53.0 |
| 2004 | Timesareachanging  | Ron Pierce             | Brett Pelling          | 1:51.3 |
| 2005 | P-Forty Seven      | Dave Palone            | Kelly O'Donnell        | 1:52.1 |
| 2006 | Mr Feelgood        | Mark MacDonald         | Jimmy Takter           | 1:50.3 |
| 2007 | Tell All           | Jody Jamieson          | Blair Burgess          | 1:52.0 |
| 2008 | Shadow Play        | David Miller           | Ian Moore              | 1:50.1 |
| 2009 | Well Said          | Ron Pierce             | Steve Elliott          | 1:51.4 |
| 2010 | Rock N Roll Heaven | Daniel Dube            | Bruce Saunders         | 1:49.2 |
| 2011 | Big Bad John       | David Miller           | Ron Potter             | 1:50.0 |
| 2012 | Michael's Power    | Scott Zeron            | Casie Coleman          | 1:50.0 |
| 2013 | Vegas Vacation     | Brian Sears            | Casie Coleman          | 1:50.0 |
| 2014 | Limelight Beach    | Yannick Gingras        | Ron Burke              | 1:50.4 |
| 2015 | Wiggle It Jiggleit | Montrell Teague        | Clyde Francis          | 1:49.3 |
| 2016 | Betting Line       | David Miller           | Casie Coleman          | 1:49.0 |
| 2017 | Filibuster Hanover | Yannick Gingras        | Ron Burke              | 1:50.0 |
| 2018 | Courtly Choice     | David Miller           | Blake MacIntosh        | 1:49.4 |
| 2019 | Southwind Ozzi     | Brian Sears            | Bill Mac Kenzie        | 1:50.1 |
| 2020 | Captain Barbossa   | Joe Bongiorno          | Tony Alagna            | 1:49.1 |
| 2021 | Lou's Peralman     | Yannick Gingras        | Ron Burke              | 1:52.4 |
| 2022 | Bythemissel        | Chris Page             | Ron Burke              | 1:51.1 |